# Hněvotín
Hněvotín – miejscowość i gmina (obec) w Czechach, w kraju ołomunieckim, w powiecie Ołomuniec. W 2022 roku liczyła 1832 mieszkańców.